# Comarostaphylis
Comarostaphylis (лат.) — род растений семейства Вересковые, включающий в себя 10 видов.

## Ареал
Виды рода Comarostaphylis распространены от южной Калифорнии до западной Панамы, с центром разнообразия в горах Мексики. Встречаются также в Коста-Рике.

## Биологическое описание
Вечнозелёные кустарники и небольшие деревья. Листья очередные, кожистые, цельнокрайные или пильчатые. Соцветие — кисть или метёлка; в цветке (4) 5 чашелистиков, (4) 5 лепестков, (8) 10 тычинок. Плод — костянка красного или чёрного цвета.

## Виды
Род включает в себя следующие виды:
- Comarostaphylis arbutoides
- Comarostaphylis discolor
- Comarostaphylis diversifolia
- Comarostaphylis glaucescens
- Comarostaphylis lanata
- Comarostaphylis longifolia
- Comarostaphylis mucronata
- Comarostaphylis polifolia
- Comarostaphylis sharpii
- Comarostaphylis spinulosa